# Ochotniczy Pułk Serbów, Chorwatów i Słoweńców im. Majora Blagoticia
Ochotniczy Pułk Serbów, Chorwatów i Słoweńców im. Majora Blagoticia (ros. Добровольческий полк сербов, хорватов и словенцев им. майора Благотича) – ochotniczy oddział wojskowy złożony z Serbów, Chorwatów i Słoweńców podczas wojny domowej w Rosji.
Podczas I wojny światowej w Odessie został sformowany Serbski Korpus Ochotniczy, składający się z b. jugosłowiańskich jeńców wojennych. Na początku 1918 r. poprzez Archangielsk i Murmańsk alianci przewieźli go na front pod Salonikami. W Samarze 3 marca 1918 r. został utworzony serbski konsulat. W Rosji pozostała część jugosłowiańskich żołnierzy, którzy chcieli walczyć po stronie bolszewików lub białych albo po prostu zdezerterowali. W Odessie powstał rewolucyjny 2 jugosłowiański batalion uderzeniowy pod dowództwem mjra Matii Blagoticia, przeniesiony na front pod Carycyn. W maju 1918 r. został on przemianowany na Serbski Batalion Rewolucyjny. Pod koniec czerwca tego roku walczył pod Jarosławiem, w lipcu pod Kazaniem. 6 sierpnia podczas ataku na miasto oddziałów białych i Korpusu Czechosłowackiego Serbowie przeszli na ich stronę, umożliwiając zdobycie Kazania. W czasie walk zginął mjr M. Blagotić. Batalion pod dowództwem por. Proticia został następnie przeniesiony do Samary, a na początku września do Czelabińska. W połowie września w Czelabińsku serbski konsul utworzył Zgrupowanie Jugosłowiańskich Grup i Organizacji, a następnie Tymczasowy Jugosłowiański Komitet Ludowy w Rosji, uznany przez władze admirała Aleksandra Kołczaka. Pod koniec września został nim podporządkowany Batalion im. Majora Blagoticia. Wkrótce wszedł on wraz z Czelabińskim Batalionem Serbskim i innymi pięcioma oddziałami z Samary w skład Ochotniczego Pułku Serbów, Chorwatów i Słoweńców im. Majora Blagoticia. Na jego czele stanął kpt. M. Marinković. Wkrótce utworzono też dywizjon konny. 15 października pułk został włączony w skład III Uralskiego Korpusu Armijnego Armii Zachodniej. Jugosłowianie dostali rozkaz ochrony Czelabińska. Bolszewicy prowadzili wśród nich silną propagandę komunistyczną, wydając specjalne proklamacje, ale jej skutki były niewielkie. Po wyjeździe oddziałów Korpusu Czechosłowackiego na Daleki Wschód na przełomie 1918/1919 r., pułk otrzymał zadanie ochrony linii kolejowej biegnącej od Czelabińska do linii frontu. 21 stycznia 1919 r. wszystkie jugosłowiańskie jednostki wojskowe przeszły pod zwierzchność dowodzącego sojuszniczymi siłami zbrojnymi na Syberii. Pod koniec stycznia tego roku pułk liczył ok. 5 tys. żołnierzy. Wiosną Jugosłowianie trafili do Ufy. Dowodził nimi wówczas kpt. V. Pavlović. Po utracie Ufy w czerwcu, powrócili do Czelabińska. W lipcu ubezpieczali ewakuację z miasta wojsk białych, po czym przygotowali się do jego obrony. W tym celu z pułku został wydzielony 300-osobowy oddział z 4 karabinami maszynowymi oraz 60-osobowy szwadron konny. W ciężkich walkach z atakującymi wojskami bolszewickimi poległo ok. 50 żołnierzy, reszta wycofała się, dołączając do pułku. Pozostałe oddziały pułku toczyły w tym czasie walki na froncie, tracąc ponad 200 ludzi. W listopadzie Jugosłowianie walczyli pod Omskiem, gdzie zginął kpt. V. Pavlović. W dniach 4-6 stycznia 1920 r. poddali się w Krasnojarsku w liczbie ok. 2 tys. ludzi wojskom bolszewickim, po czym zostali włączeni w skład 1 Jenisejskiej Brygady Wojennoroboczej w Krasnojarsku. Resztki pułku natomiast zostały wzięte do niewoli 10 stycznia w stanicy Klukwiennaja. Do Czyty udało się przedostać części Serbskiego Dywizjonu Konnego. Jugosłowianie pozostawali na Syberii do 1921 r., po czym zostali zwolnieni z niewoli i powrócili do ojczyzny.